# Romániai magyar színházi sajtó
Romániai magyar színházi sajtó – Tartalmi szempontból három csoportba sorolható: azok a politikai és napilapok, közszolgálati lapok, amelyek színházi tárgyú cikkeket is közölnek; a kimondottan színházi reklámra szolgáló sajtó és végül azok a sajtótermékek, amelyek a színház és a színházi irodalom fajsúlyosabb termékeinek (elemző tanulmányoknak) is helyt adnak.

## Áttekintés

### Közszolgálati lapok
A közszolgálati lapok színházi anyaga a színház mindennapi élete szempontjából igen fontos: ezek tájékoztatják napi rendszerességgel a közönséget a helyi színházi eseményekről: tartalmazzák egy-egy színház (vagy város) színházi műsorrendjét, beharangozó cikkeket, színikritikákat, színészekkel, rendezőkkel készített interjúkat, olykor a színházzal kapcsolatos vitacikkeket közölnek. Sok lap rendszeres színházi rovatot tart fenn, s gondoskodik megfelelő szakszerkesztőről. Az itt közölt anyagok – hosszabb távon – fel nem becsülhető szerepet játszanak a közönséggel való kapcsolat, a közönségformálás szempontjából, s ugyanakkor nélkülözhetetlen forrásai a színháztörténetnek is.
Az erdélyi városokban a 19. század utolsó harmadától kezdve megjelenő lapok szinte mindegyikében megtalálhatók ilyen anyagok.
1918 után az erdélyi országos sajtó: a kolozsvári Ellenzék és Keleti Újság, a Brassói Lapok, a Temesvári Hírlap az egész országra (vagy egy-egy nagyobb országrészre) kiterjedően törekedtek a magyar színházi események folyamatos nyomon követésére. Ugyanezt a szerepet töltötték be – egy-egy város vagy régió vonatkozásában – az Aradi Friss Újság, a Nagyvárad, a Nagyváradi Napló, a Szabadság és a Magyar Lapok, a kolozsvári Estilap, az Új Kelet, a Szatmárnémetiben megjelenő Szamos és Szatmári Hírlap, a marosvásárhelyi Székelyföld, a sepsiszentgyörgyi Székely Nép, a Szalontai Lapok, a székelyudvarhelyi Székely Közélet és a rövidebb életű helyi sajtótermékek is.
Az 1944 utáni időszak országos magyar sajtójából hasonló szerepet játszott a Romániai Magyar Szó (majd Előre), a Kolozsvárt megjelenő Világosság (majd az Igazság), valamint a tartományi (később megyei) lapok: az aradi Vörös Lobogó, a Brassói Lapok, a marosvásárhelyi Vörös Zászló, a csíkszeredai Hargita, a nagyváradi Fáklya, a sepsiszentgyörgyi Megyei Tükör, a Szatmári Hírlap, a temesvári Szabad Szó, az 1989-es rendszerváltozás után pedig az országos lapok: Romániai Magyar Szó, Krónika, Új Magyar Szó, valamint a megyei lapok mindegyike.
Ennek a korszaknak az erdélyi magyar szakírásában a napisajtó hasábjain jelentős (idővel kötetekké is összeálló) színikritikusi, színházi szakírói életművek bontakoznak ki: Halász Anna, Páll Árpádé és Szőcs Istváné a bukaresti Előre, Krizsán Zoltáné a kolozsvári Igazság, Oláh Tiboré a marosvásárhelyi Vörös Zászló, Implon Irén a nagyváradi Fáklya hasábjain.

### Színházi újságok, magazinok
Színházak kiadásában vagy újságmellékletként, különösen a két világháború közötti időszakban színházi újságok, magazinok tömkelegével találkozunk. A sajtótörténet a két világháború közötti időszakból 92 „művészeti lap”-ot tart számon, ezek közül 58 a színházi lap, persze legtöbbször ezek sem kimondott színházi profilúak, hiszen létük szempontjából vonzáskörükbe kell fogniuk leggyakrabban a mozi, olykor a sport, illetve más művészeti ágak és a társasági élet körét is. A szigorúan reklám-rendeltetésű anyag mellett ezekben is gyakran akadnak értékes tanulmányok, sőt színdarabok is. Időtartamuk azonban viszonylag rövid, hiszen igen gyakran egy-egy társulat helyi szerepléséhez kapcsolódnak.
A szerkesztők többnyire a sajtóéletből ismert újságírók, akik másodállásban (vagy éppen munkanélküliek lévén) vállalják egy-egy színházi lap szerkesztését, de nemegyszer színészek, színtársulat-igazgatók, akik ezen az úton is kapcsolatot kívánnak teremteni a közönséggel.

#### Fontosabb színházi profilú kiadványok 1919–44 között

##### Aradi lapok
Az Aradi Színpad (később Délvidék, Magyar Színpad, Erdélyi Magyar Színpad, majd Kis Újság 1922–40), Papp Andor társadalmi és művészeti hetilapja; a Színház (1921–25), az aradi Városi Színház hivatalos hetilapja, Gonda Ernő szerkesztésében; a Rivalda (1927), amelynek szerkesztéséért és kiadásáért Erdős György felelt, aki később maga is próbálkozott drámaírással. Ugyancsak Színház címmel jelentetett meg hetilapot 1928-ban Salgó Pál és Hetényi Elemér. A színház mellett a társasági élettel, sporttal, filmekkel is foglalkozott. Színház-világ (1928–29), ez szintén a Városi Színház hivatalos lapjaként jelent meg, és Beleznay István, Lozsádi Györffy József, majd Salgó Pál szerkesztette.

##### Brassó
Brassóban 1902 óta jelent meg a Színházi Újság hetilap, amelynek szerkesztője 1920 után Halász Gyula, Kocsis Béla, Elekes György, Farkas József, majd Kárpáti Gyula volt.

##### Déva
Déva magyar színházi sajtóját az 1920-as évek első felében Kovács Imre színtársulatának lapja, a Színház képviselte (1922), ezt Biró Elek és Faludy Béla szerkesztették, ugyanők 1923 júniusában is kiadtak egy „színházi röpirat”-ot, Komédia címmel.

##### Gyulafehérvár
Gyulafehérvárt 1933-ban jelent meg egy kétnyelvű heti „színházi értesítő” Sarkady Lajos és Walter Gyula szerkesztésében.

##### Kolozsvár
Kolozsvár színházi sajtójából a legjelentősebbek: a Színház és Társaság (1919–27) illusztrált színházi, művészeti és társadalmi hetilap volt (felelős szerkesztője Tóth Sándor); mellette jelentkezett a Színházi Újság (1920–21, szerkesztette Walter Gyula), a Színészvilág (1921, szerkesztette Sümegi Ödön), a kétnyelvű Kulissza–Culisele (1922–23, szerkesztői Leonard Paukerow és Kádár Imre), az Illusztrált Színházi és Sport Világ (1925, szerkesztette Domokos-Haraga Balázs) és a Színházi Újság (1928, szerkesztette Tompa Béla), később a Magazin (1935–39, Rajnai Tibor színházi és társadalmi hetilapja). Színházi vonatkozású írásokat is közölt, sőt egy időben címébe az „Erdélyi Színházi Élet” nevet is felvette a Győri Illés István szerkesztette Gyilkos (1925–26), valamint több olyan rövidebb életű lap, amely a színház és a mozi iránti érdeklődést kívánta egyszerre kielégíteni: a Színház és Film (1928–30, szerkesztette Walter Gyula), a Színház és Mozivilág (1930–31, szerkesztette Végh József) és a Színház és Mozi (1937–41, szerkesztette Bérczi Mihály). A bécsi döntés után ugyancsak Bérczi Mihály próbálkozott a korábban Nagyváradon megjelentetett Mozi (1934–40) folytatásaként kolozsvári színházi hetilap kiadásával, amely Színpad és Mozi címmel 1941 szeptemberéig jelent meg, s közölte az időszak szöveges színházi és moziműsorait is. Saját színházi hetilappal jelentkezett Bérczi Mihály szerkesztésében a Kolozsvári Nemzeti Színház (1942–44), de mellette 1943-ban Báthory Balogh Tibor is adott ki lapot Színházunk Lapja címmel (1943).

##### Marosvásárhely
Marosvásárhely két világháború közötti színházi sajtójából említést érdemel a Szász Béla alapította Színházi Hét, amely még az első világháború alatt indult, és amelyet Ambrózy Zoltán, majd Sasy György szerkesztett egészen 1925-ig. Közben 1923-ban jelentkezett mellette a Színház és Mozi (1923), felelős szerkesztője Sebestyén László, amely minden szombaton közölte a színház következő heti műsorát is, ennek megszűnése után pedig a Színházi Újság (1924), Gyulai Zsigmond szerkesztésében. 1926-tól Vásárhelyre tette át megjelenési helyét a Nagyszebenben 1925-ben indult Színházi Élet, amelynek felelős szerkesztője és laptulajdonosa Fodor István, főmunkatársa Székely Gyula volt, s amely változó címekkel (Színházi Világ, Marosvásárhelyi Társaság, Marosmenti Élet) egészen 1935-ig tájékoztatta a város közönségét a színházi élet eseményeiről is. Ugyancsak Színházi Újság címmel adott ki lapot 1934–35-ben Székely Gyula és Benczel Béla. Mellettük színházi vonatkozású cikkeket, tudósításokat is közölt a Tűz című „társadalmi, művészeti és bírálati hetilap”, Kalkovits György szerkesztésében.

##### Nagybánya
Nagybánya magyar színházlátogató közönsége számára Bálint László és Stoll Lajos állított össze az itt előadott darabokat ismertető színi lapot A Színpad címmel (1919–20), majd Krizsán P. Pál és Adorján Ödön jelentkezett szombatonként a Színház és Sport c. vegyes tartalmú lappal (1922).

##### Nagyvárad
Nagyváradon az első világháború után a magyar színházi sajtótörténet első – értékes színházi anyagot is tartalmazó – lapja az 1920-ban Tabéry Géza, Nadányi Zoltán és Zsolt Béla szerkesztésében megjelent Tavasz volt, és mellette két rövid életű, kimondottan színházi lap ugyanabban az évben: a Rédey Tivadar szerkesztette Színház (1920) és Jávor József hetilapja, a Színház és Varieté. Ezek mellett az állandóságot az 1910-ben indított, ekkor Fodor Frigyes szerkesztette, illusztrált Színházi Újság képviselte (megjelent 1928-ig, s egy rövid ideig vele párhuzamosan a Kolozsvár–nagyváradi társulat hetilapja, a Polonyi Albert és Tompa Béla szerkesztette, azonos című Színházi Újság (1928). Színházi vonatkozású írásokat közölt még ez időben a Schwarcz Ferenc szerkesztésében megjelent Tömegkultúra (1931) is, amely fejlécében „tudományos, művészeti és közéleti riportszemle”-ként határozza meg magát.

##### Petrozsény
A Petrozsényben megforduló Szabadkay József-társulat előadásainak népszerűsítésére 1921-ben Halász József és Nagy Árpád szerkesztett színházi, művészeti és mozi-hetilapot Színházi Újság címmel.

##### Szatmárnémeti
Szatmárnémeti magyar színházi sajtója szintén a gazdagabbak közül való: itt 1923-ban két színházi lap is jelenik meg: Szabados Árpád, a szatmári színi kerületben játszó társulat művésze szerkesztésében a Színház és Művészet című szépirodalmi hetilap és mellette a Villám „művészeti, szépirodalmi, színházi, sport és kritikai riportlap” (szerkesztője Lázár Mihály). Közel egy évtizeddel később, 1931-ben Földes Imre szerkesztésében indul meg a Színházi Újság „a színház hivatalos közlönye” alcímmel, de mindössze négy számot ér meg. Valamivel hosszabb életű Baradlai László színházi hetilapja, a Revü (1932–33).

##### Temesvár
Temesvár az első világháború után is a magyar színházi sajtó jelentős központja volt. Színházi lapjai közül a jelentősebbek: Új Színházi Újság (1922), főszerkesztő Berényi Lajos; a Színház és Mozi hetilap (1922–32), felelős szerkesztője Gokler Gyula; a Közélet (1929–30) társadalmi, művészeti, kritikai és közgazdasági lap, főszerkesztő Sébor Andor, felelős szerkesztő Bartus László; az Erdélyi Színházi Élet (1930), szerkesztette Damó Jenő.
Az 1945–89 közötti időszakban a központi napilapok mellett a folyamatos színházi tájékoztatás feladatát a színházi műsorfüzetek veszik át. Az ország minden magyar színháza vagy társulata jelentet meg olykor igényes grafikai kivitelű műsorfüzetet az egyes bemutatókra, amelyekben a szerkesztő (rendszerint a színház irodalmi titkára) a darab ismertetésén túl legtöbbször a rendezőt is megszólaltatja. Ezek mellett rendszeresen foglalkozott a hazai színjátszás kérdéseivel az 1957-ben Marosvásárhelyen indult s egészen 1989-ig megjelent Művészet (majd címváltoztatás után Új Élet). A hazai műkedvelő és diákszínjátszás fontos fóruma volt a Művelődés (folyóirat)|Művelődés, amely az 1960-as években műsoranyagot tartalmazó alkalmi mellékleteket, 1979–82 között pedig Játékszín címmel melléklapot is adott ki.

##### Zilah
Zilah egyetlen magyar színházi lapja, a Színház 1932-ben mint a Szilágyság melléklete jelentkezik, D. Kiss Lajos szerkesztésében.
A két világháború közötti erdélyi színházi irodalom meglehetősen szegényes: színháztörténeti vonatkozású kötettel jelentkezett Fodor István (Marosvásárhely színi élete. A marosvásárhelyi színészet történetére vonatkozó dokumentumok gyűjteménye. Marosvásárhely, 1933); Jancsó Elemér (Az erdélyi színészet hőskora. Kolozsvár, 1939); Oláh Ferenc: Petőfi és a színpad. Kolozsvár, 1932); Gyalui Farkas A magyar színészet székely nagyjai címmel közöl nagyobb tanulmányt a Székely Nemzeti Múzeum emlékkönyvében (és különnyomatban. Kolozsvár, 1929), Imre Sándor pedig Színház címmel jelenteti meg színházesztétikai tanulmányait (Nagyvárad, 1939). Dokumentumértékű id. Szendrey Mihály visszaemlékezése (Ötven év a színészetből. Arad 1932), s az erdélyi magyar színjátszás kezdeteit eleveníti föl az a Káli Nagy Lázár-kötet, amelyet Jancsó Elemér ad ki és lát el bevezető tanulmánnyal (Az Erdélyi Nemzeti Játékszínnek, a Magyar Játszótársaságnak eredete, fennállásának viszontagságai. Kolozsvár, 1939. Erdélyi Ritkaságok). Az egykori erdélyi magyar színház világát hozzák közelebb az olyan kötetek mint a Kolozsvári színész album (Kolozsvár, 1923) vagy az Illusztrált színházi és sport világ (összeállította Domokos Haraga Balázs, Kolosvár, 1925).
Színháztörténeti szempontból is fontos A kolozsvári Nemzeti Színház évkönyve (Kolozsvár, 1943), Szabó Lajos szerkesztésében, Jancsó Elemér átfogó tanulmányával az akkor 150 éves kolozsvári magyar színjátszásról.
Viszonylag igen nagy viszont a megjelent színpadi művek száma: csak az 1919–40 közötti időszakban 150-nél több önálló színdarab, jelenet, gyűjtemény került ki a nyomdákból, ami egyrészt a szerzők anyagi áldozatkészségével magyarázható – hiszen a műfaj sohasem számíthatott számottevő olvasói igényre –, másrészt a színházi műkedvelő mozgalom elterjedtségével az akkori erdélyi magyar társadalomban. Falusi és kisvárosi műkedvelő csoportok, iskolai rendezvények, vallásos ünnepélyek műsorán szívesen látott volt egy-egy jelenet vagy rövidebb színpadi mű (jellemző, hogy a korszakban megjelent 157 kiadványból 39 volt az ifjúsági és 29 a vallásos témájú).

### Irodalmi, művelődési folyóiratok
Az irodalmi és művelődési folyóiratok már a két világháború között figyelemmel kísérték a színház, a drámairodalom fejlődését. A Helikon íróközösség marosvécsi összejövetelein több alkalommal foglalkozott az erdélyi színjátszás gondjaival, s ennek megfelelően az Erdélyi Helikon, a Pásztortűz is rendszeresen teret adott ilyen témájú elemző vagy kritikai írásoknak. Az előbbiben Kádár Imre és Kovács László, az utóbbiban Császár Károly és Járosi Andor követi nyomon folyamatosan a színházi eseményeket. De foglalkozik az Magyar Színpad, az erdélyi magyar színpad kérdéseivel a Korunk is, amelyből kiemelkednek Gaál Gábornak a modern színház törekvései iránti érzékenységről tanúskodó cikkei.
A második világháború után az igényesebb közönség érdeklődésére válaszolva a szakma az Utunk és a Bukarestben indult A Hét hasábjain szólalhatott meg: az előbbiben Marosi Péter, K. Jakab Antal és Szőcs István színházi kritikái a kiemelkedők; az utóbbinak Kacsir Mária volt a rovatvezetője, aki a kortárs román színházi törekvésekre is reagálva a folyamatos kapcsolat lehetőségét kínálta a modern irányzatok felé. Mellettük gyakran közölt színházi kérdéseket boncolgató tanulmányokat az Igaz Szó és a Korunk is. Az előbbiben Jánosházy György, az utóbbiban Kántor Lajos színházi cikkei, tanulmányai a meghatározóak.
A Hét Régi és új Thália címmel 1981-ben, Színjátszó személyek címmel 1982-ben jelenteti meg Évkönyvét. Ezek már markáns dokumentumai a színházi közgondolkodásunkban az 1970-es évek végén lezajló színházi szemléletváltásnak, amely többek között a szövegközpontú színház hegemóniájának megrendülését hozta el. Az utóbbi évkönyv számára Katona Szabó István állított össze kortárs romániai magyar színészlexikont.
Az Igaz Szó 1982-ben az akkoriban fellendülő diákszínjátszás támogatására műsorajánló mellékletet állított össze Diákszínpad címmel.
A diáklapok közé is sorolható a marosvásárhelyi Szentgyörgyi István Színművészeti Intézet Thália címmel 1969–73 között kiadott folyóirata (évente négy összevont számmal), amelyet a főszerkesztő, Kovács Levente a színházművészet problémáit szakmai szinten felvető folyóiratként alapított. A Színművészeti Egyetem mai folyóirata, a Symbolon már kimondottan mint színháztudományi szakfolyóirat jelenik meg.